# Traktion
Traktion eller trækkraft er et fremdriftsprincip som går ud på direkte kontakt mellem det som bevæger sig og underlaget. Man udnytter den eksisterende friktion og evt. fortanding ved at lade bevægelsens resultantkraft bevæge sig langs det, som er modhold. Eksempler på dette er gående mennesker eller dyr, biler og jernbane. Modholdet kan være tilnærmet lodret som i visse former for bjergbestigning.
Begrebet genfindes i traktor, som betyder trækkraft. 